# Seriealbum

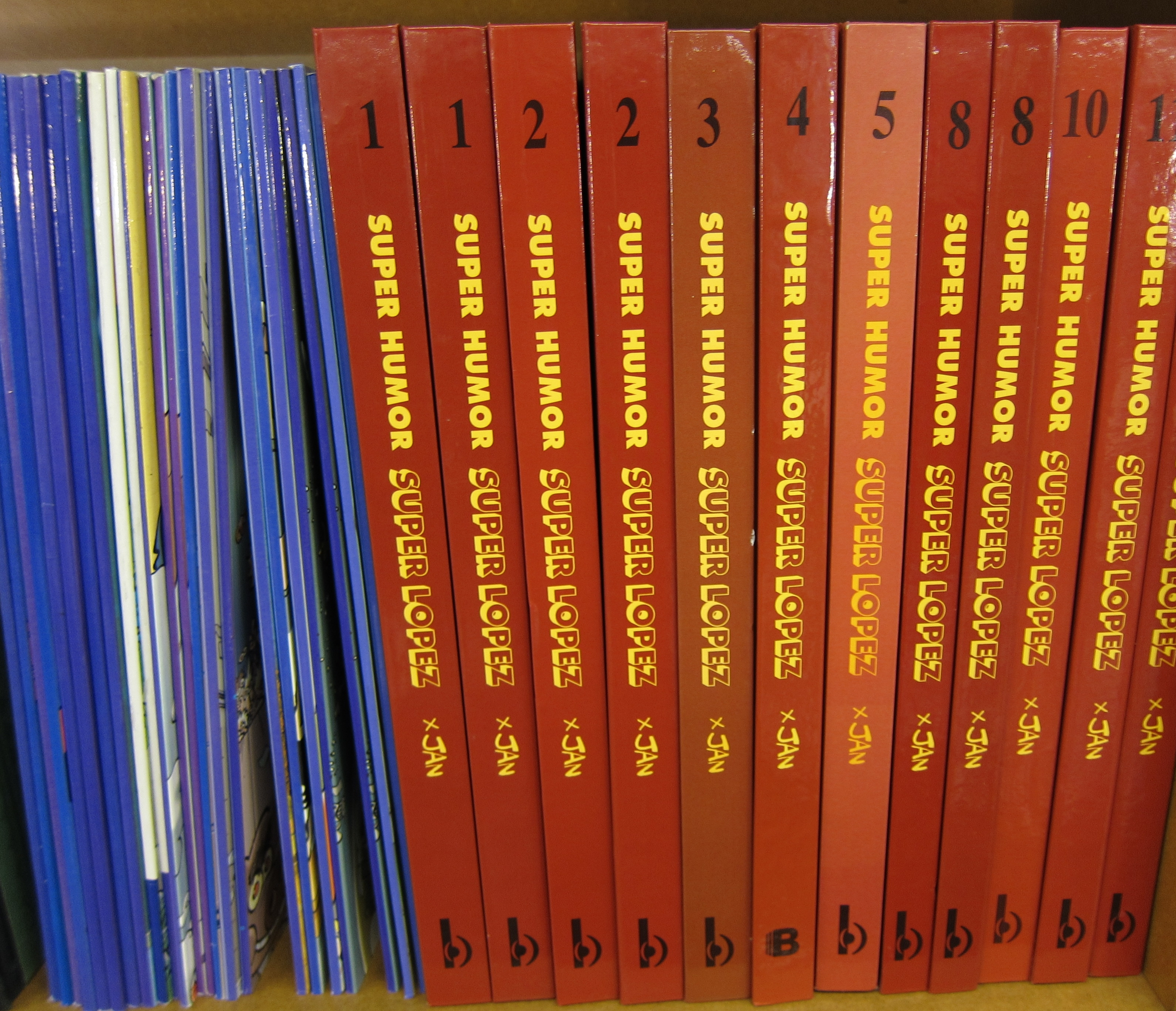
Här syns två typer av seriealbum, presenterade i en seriebutik i spanska Valencia. Till vänster finns relativt tunna album i mjuka pärmar, till höger tjockare samlingsvolymer i hårda pärmar. Båda typerna är här i A4-/magasinsformat.

Seriealbum är en publikation med tecknade serier. I sin bredaste betydelse är det synonymt med en seriebok, det vill säga en publikation som inte är periodisk, i motsats till serietidningen.

## Definitioner
Innebörden av begreppet kan variera något beroende på sammanhanget. Betydelsen icke-periodisk publikation används bland annat av Seriefrämjandet. I praktiken innebär detta bruk, att ordet syftar på all form av serieutgivning som inte är serietidningar, och innefattar därmed också begrepp som seriepocketar, serieböcker och serieromaner. Ett enkelt sätt att särskilja seriealbum och serietidningar åt skulle därmed vara att ett seriealbum registreras med ISBN-nummer, medan en serietidning registreras med ISSN-nummer.
I en snävare definition syftar "seriealbum" på en volym något större än den traditionella serietidningen, med limmad rygg, mjuka pärmar, och innehållande en enda avslutad serie. Formatet härrör från den fransk-belgiska seriemarknaden och kom att spridas över stora delar av västvärlden under 1960- och 1970-talen, i och med att serier som Tintin, Asterix och Lucky Luke nådde den internationella marknaden.
Ett mellanting mellan dessa båda begreppsdefinitioner är att med "seriealbum" syfta på en tunnare seriebok med mjuka pärmar, oavsett dess innehåll. I detta fall kan begreppet innefatta såväl novellseriesamlingar och antologier, och jämte seriepocket, utgöra en specifik typ av serieboksutförande. Vidare finns det serietidningar (i betydelsen periodica) som till sin fysiska utformning i allt väsentligt är utformade som ett seriealbum, i dess snävare betydelse.

## Seriepocket
Seriepocketen är en variant av seriealbumet, en seriebok i pocketformat. Sverige har ett par framgångsrika pocketserier, till exempel Kalle Ankas Pocket, Serie-Pocket och Mad Pocket, samt, i 2000-talets början, flera manga-serier (så kallade tankōbon-volymer).

## Svensk historik
I takt med att den svenska seriemarknaden har förändrats har begreppet seriealbum sålunda också skiftat innebörd, och utbudet av seriealbum, i den bredare betydelsen, har också sett olika ut. Enstaka serieutgåvor publicerades så tidigt som i mitten av 1800-talet; den första var Herr Spindelbens märkvärdiga irrfärder och sällsamma äfventyr till lands och vatten, utgiven på svenska 1847. 1921 inleddes den svenska traditionen av julalbum med Adamson och Knoll och Tott, och under 1930-talet publicerades de första utgåvorna av tre titlar som ännu 2012 utgavs: Kronblom, Agust och Lotta och 91:an Karlsson. Den svenska serieboomen under 1950-talet innebar en viss ökad utgivning av seriealbum, även om det framförallt var i formen av serietidningar som den tecknade serien då etablerades.
Mot slutet av 1960-talet publicerades de första seriealbumen av klassiskt fransk-belgiskt utförande, med Tintin som den stora föregångaren. Den ledande utgivaren av svenska seriealbum, undantaget julalbumsutgivningen, var under de kommande decennierna Carlsen Comics och – under 1980-talet – Epix. Seriepocketar blev också vanligare under denna period, med titlar som Mad Pocket (1962–1998), Kalle Ankas Pocket (sedan 1968) och Serie-Pocket (1972–1986).
Under 1990-talet stagnerade den svenska serieutgivningen, vilket inte minst märktes i ett dalande antal utgivna album, och ett i det närmaste upphörande av utgivning av de fransk-belgiska albumutgåvorna. Trenden bröts efter millennieskiftet, då efterfrågan på mangaserier hastigt eskalerade. Mangautgivningen kom framför allt att ske i pocketboksformat, enligt japansk modell, via så kallade tankōbon-volymer.
2012 hade 00-talets mangavåg ebbat ut. De senaste åren (se tabell i artikeln Seriealbum i Sverige 2011) har originalsvenska serieutgåvor i bokform blivit allt vanligare, men publiceringsformatet är mer varierande. Ibland presenteras utgåvorna som grafisk roman, ibland som serieroman. Allt oftare används benämningen seriebok istället för seriealbum.
Tilläggas bör kanske också att situationen med traditionell albumutgivning i Sverige svängde efter 2008, när Albumförlaget startades. I dess spår följde ett antal andra aktörer, varav många var delvis danska: Cobolt, Faraos Cigarer och Mooz/Zoom.